# Leichtathletik-Europameisterschaften 1966/10.000 m der Männer

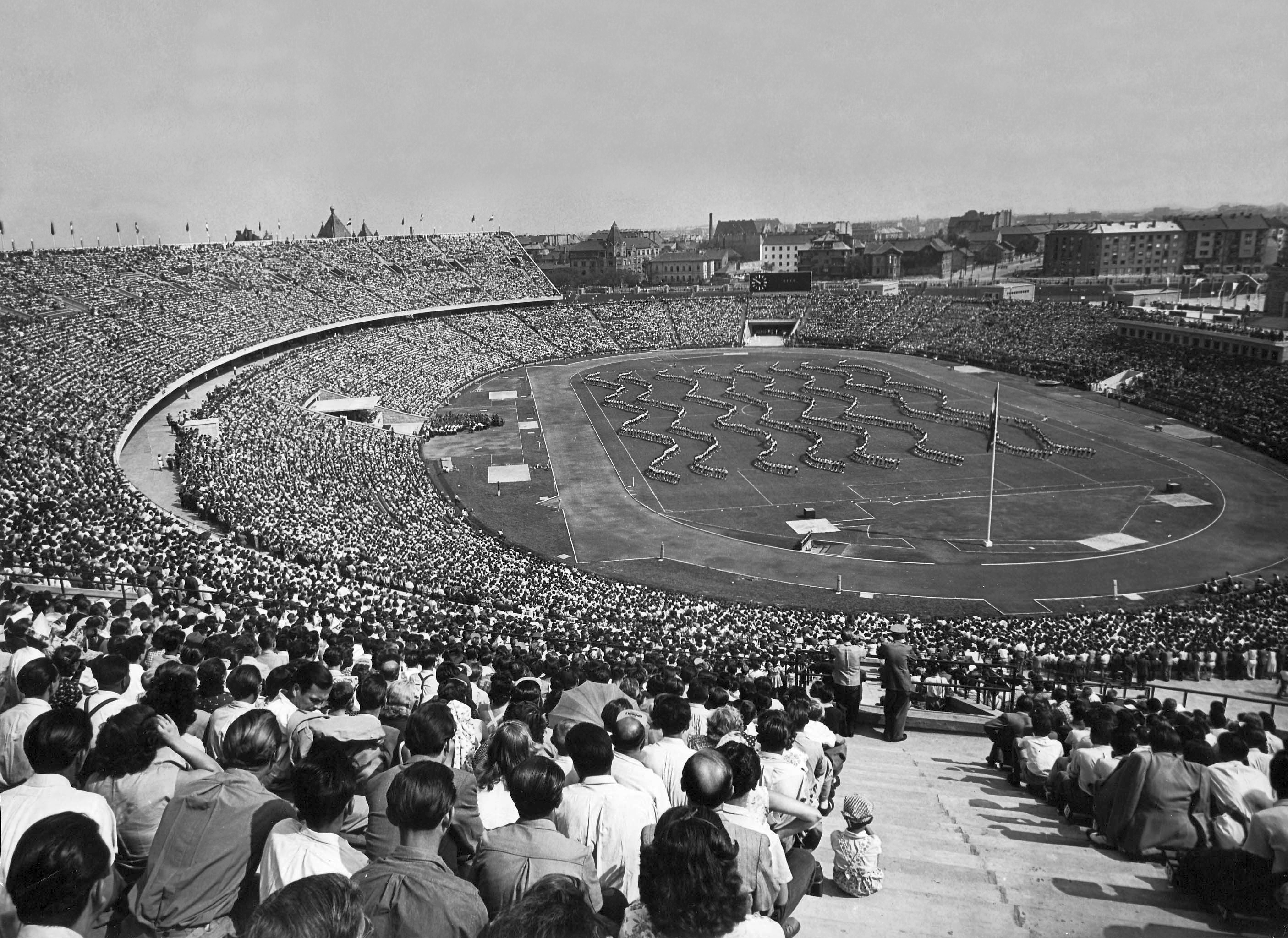
Das Népstadion bei einer Veranstaltung im Jahr 1953

Der 10.000-Meter-Lauf der Männer bei den Leichtathletik-Europameisterschaften 1966 wurde am 30. August 1966 im Budapester Népstadion ausgetragen.
Europameister wurde der DDR-Läufer Jürgen Haase. Er gewann vor dem Ungarn Lajos Mecser. Bronze ging an Leonid Mikitenko aus der Sowjetunion.

## Rekorde

### Bestehende Rekorde
| Weltrekord           | 27:39,4 min | Ron Clarke       | Oslo, Norwegen          | 14. Juli 1965      |
| Europarekord         | 28:10,6 min | Gaston Roelants  | Oslo, Norwegen          | 21. August 1965    |
| Meisterschaftsrekord | 28:54,0 min | Pjotr Bolotnikow | EM Belgrad, Jugoslawien | 12. September 1962 |

### Rekordverbesserungen
Im Rennen am 30. August wurde der bestehende EM-Rekord verbessert und darüber hinaus gab es einen neuen Landesrekord.
- Meisterschaftsrekord: 28:26,0 min – Jürgen Haase, DDR
- Landesrekord: 29:00,8 min – Franc Červan, Jugoslawien

## Durchführung
Der Wettkampf wurde ohne vorherige Ausscheidungsläufe ausgetragen. Alle 23 Teilnehmer gingen zum Finale gemeinsam an den Start.

## Finale

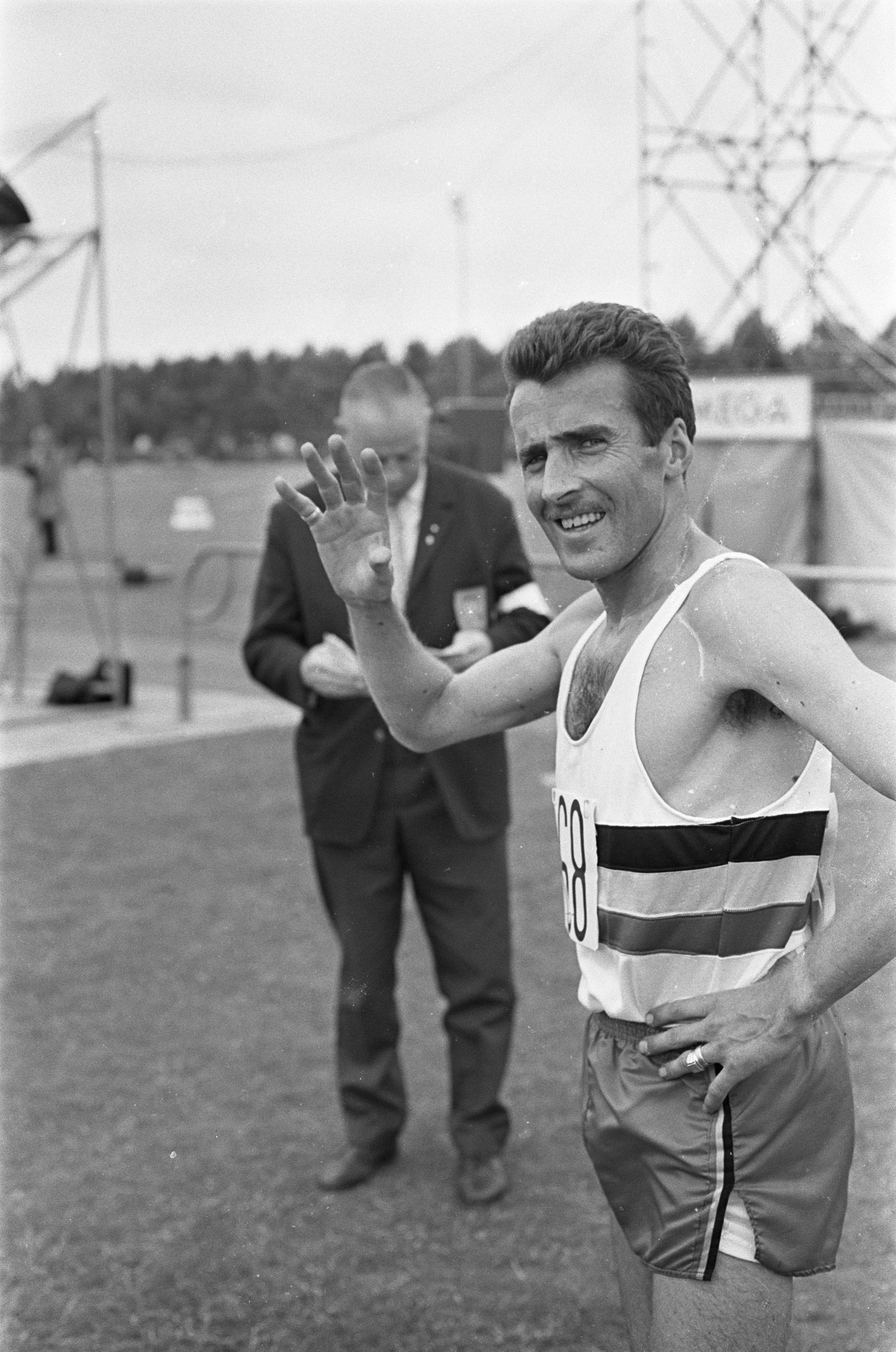
Gaston Roelants, Olympiasieger 1964 über 3000 Meter Hindernis, erreichte Platz acht
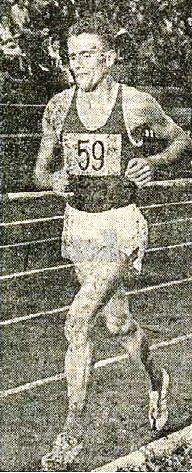
Franc Červan – über 5000 Meter im Vorlauf ausgeschieden – kam auf den elften Platz

- Peter Kubicki (auf dem Foto als Sieger
eines Rennens im Jahr 1963)
belegte Rang vierzehn
- Kazimierz Zimny (hier im Jahr 2013)
– über 5000 Meter EM-Zweiter 1958
und 1962 sowie Olympiadritter 1960 –
wurde Achtzehnter in diesem Finale

30. August 1966, 16.15 Uhr
| Platz | Name                 | Nation           | Zeit (min) |
| ----- | -------------------- | ---------------- | ---------- |
| 1     | Jürgen Haase         | DDR              | 28:26,0 CR |
| 2     | Lajos Mecser         | Ungarn           | 28:27,0    |
| 3     | Leonid Mikitenko     | Sowjetunion      | 28:32,2    |
| 4     | Manfred Letzerich    | BR Deutschland   | 28:36,8    |
| 5     | Allan Rushmer        | Großbritannien   | 28:37,8    |
| 6     | Bruce Tulloh         | Großbritannien   | 28:50,4    |
| 7     | János Szerényi       | Ungarn           | 28:52,2    |
| 8     | Gaston Roelants      | Belgien          | 28:59,6    |
| 9     | Jim Alder            | Großbritannien   | 28:59,8    |
| 10    | Gennadi Klistows     | Sowjetunion      | 29:00,6    |
| 11    | Franc Červan         | Jugoslawien      | 29:00,8 NR |
| 12    | Lutz Philipp         | BR Deutschland   | 29:07,8    |
| 13    | József Sütő          | Ungarn           | 29:24,8    |
| 14    | Peter Kubicki        | BR Deutschland   | 29:26,0    |
| 15    | Bengt Nåjde          | Schweden         | 29:28,8    |
| 16    | Gert Eisenberg       | DDR              | 29:29,8    |
| 17    | Nicolae Mustafa      | Rumänien         | 29:40,0    |
| 18    | Kazimierz Zimny      | Polen            | 29:51,2    |
| 19    | Josef Tomáš          | Tschechoslowakei | 29:56,0    |
| 20    | Şükrü Saban          | Türkei           | 30:30,8    |
| DNF   | Mikko Ala-Leppilampi | Finnland         |            |
| DNF   | Andrei Barabaş       | Rumänien         |            |
| DNF   | Henri Clerckx        | Belgien          |            |

Anmerkung:

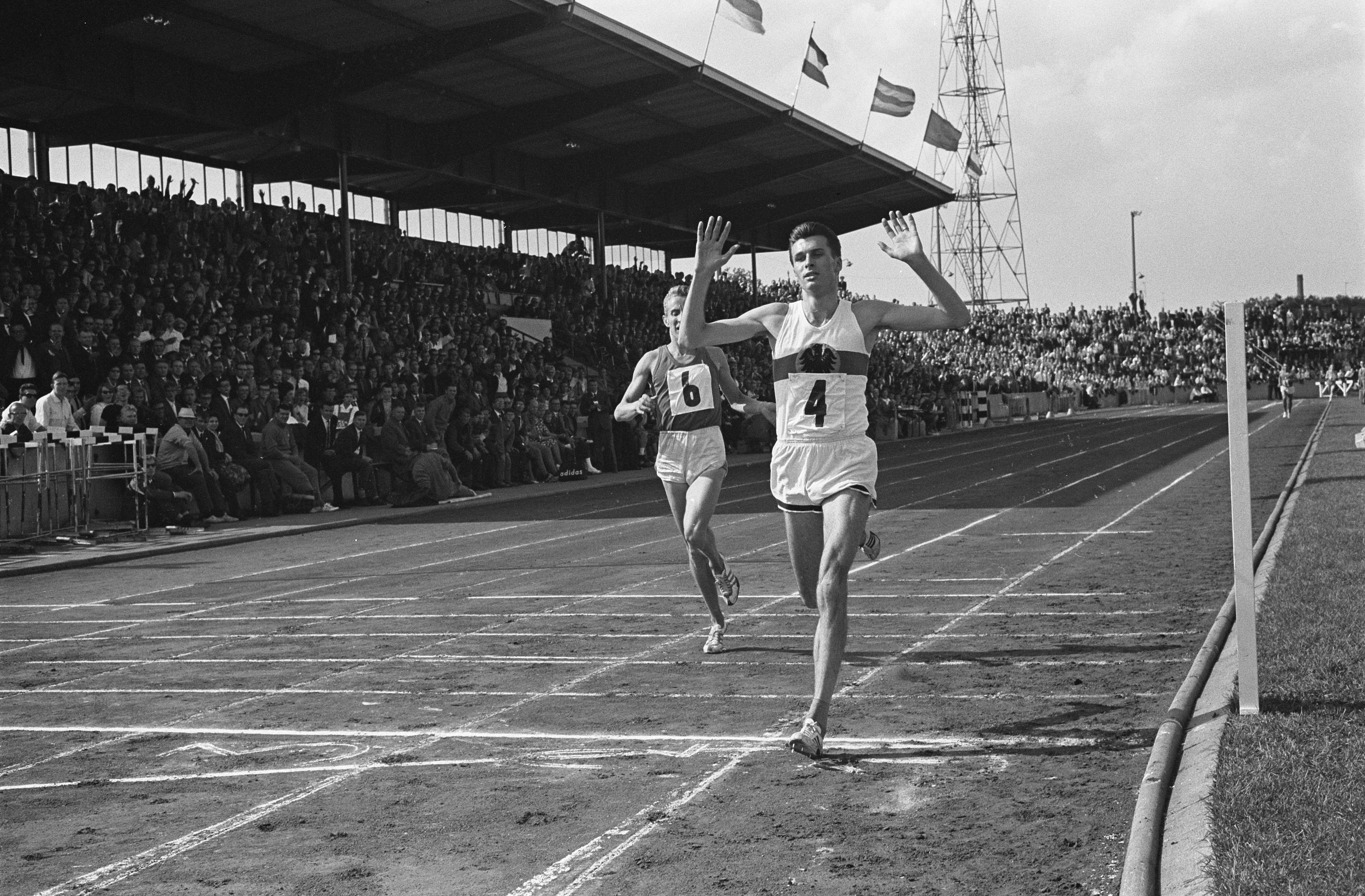
Peter Kubicki (auf dem Foto als Sieger eines Rennens im Jahr 1963) belegte Rang vierzehn
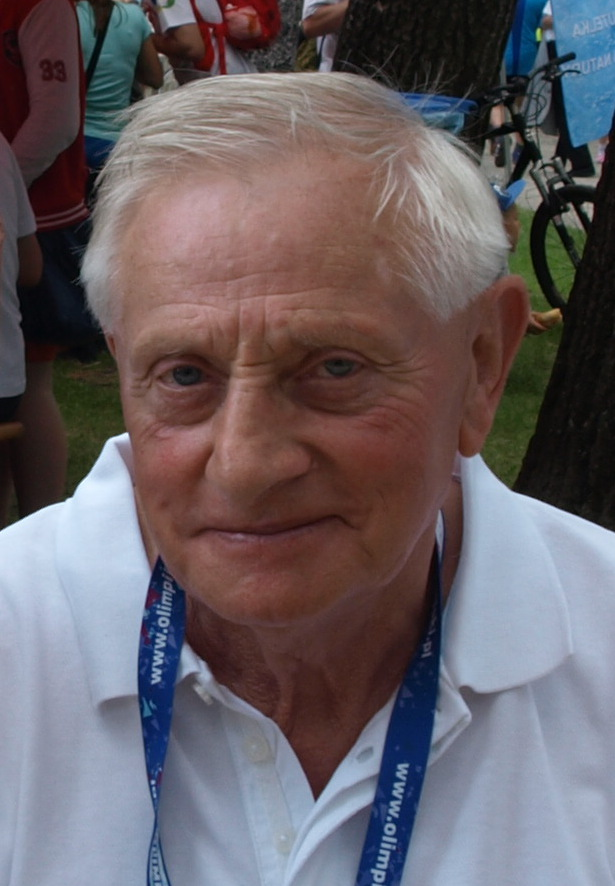
Kazimierz Zimny (hier im Jahr 2013) – über 5000 Meter EM-Zweiter 1958 und 1962 sowie Olympiadritter 1960 – wurde Achtzehnter in diesem Finale

Henri Clerckx, hier unter den Läufern aufgeführt, die das Ziel nicht erreichten, wird in den Quellen nur bei todor66.com genannt. Bei european-athletics.org und im Statistics Handbook zu den Europameisterschaften ist der Belgier nicht aufgelistet.

## Videolinks
- CAN848 MEN'S 10, 000 METRE RACE, youtube.com, abgerufen am 15. Juli 2022
- European Athletics In Budapest (1966), Bereich: ab 6:26 min, youtube.com, abgerufen am 15. Juli 2022